# Parada (Silleda)
Parada (oficialmente San Tomé de Parada) es una parroquia española del municipio de Silleda, perteneciente a la provincia de Pontevedra, en la comunidad autónoma de Galicia.

## Historia
Hacia mediados del siglo XIX, la parroquia tenía contabilizada una población de doscientos habitantes. Aparece descrita en el duodécimo volumen del Diccionario geográfico-estadístico-histórico de España y sus posesiones de Ultramar de Pascual Madoz con las siguientes palabras:

PARADA (Sto. Tomé): felig. en la prov. de Pontevedra (8 leg.), part. jud. de Lalin (2), dióc. de Lugo (10), ayunt. de Chapa. sit. á la izq. del r. Deza, con buena ventilacion y clima sano. Tiene 34 casas en la ald. de su nombre, y en las de Pereiro, y Porta-Pazos. La igl. parr. (Sto. Tomas), está servida por un cura de provision en concurso. Confina el térm. N. y E. Oleiros; S. r. Deza, y O. Laro. Hay sobre el mismo r. un vado llamado del Pereiro con pasaderas, y mas arriba un puente de madera, por las cuales pasa el camino que desde Santiago dirige al Carballino y otros puntos. El terreno participa de monte y llano y es de buena calidad. prod.: maiz, centeno, algun trigo, patatas, nabos, hortaliza, frutas, castañas, maderas de construccion, y abundantes pastos: se cria ganado vacuno, de cerda, lanar y cabrio; caza y pesca de diferentes especies. pobl.: 54 vec., 200 alm. contr.: con su ayunt. (V.)
(Madoz, 1849, p. 679)

En la actualidad, pertenece al municipio de Silleda. En 2022, tenía empadronados 147 habitantes.